# Argyrosticta craesita
Argyrosticta craesita là một loài bướm đêm trong họ Noctuidae.